# Молоді й голодні
«Молоді й голодні» (англ. Young & Hungry) — американський ситком, створений Девідом Голденом та спродюсований Ешлі Тісдейл. У головних ролях — Емілі Осмент, Джонатан Садовський, Еймі Карреро, Кім Вітлі та Рекс Лі. Прем'єра відбулась 25 червня 2014 року на телеканалі ABC Family. 29 вересня 2014 року серіал був продовжений на другий сезон, прем'єра якого відбулась 25 березня 2015 року. 19 серпня 2015 року ABC Family оголосив, що серіал продовжено на третій сезон.

## Сюжет
Багатий молодий підприємець з Сан-Франциско Джош наймає молодого блогера Гебі на посаду свого особистого кухаря. Вона опиняється у команді з прибиральницею Йоланлою та помічником Джоша Еліотом.